# Oscar Panno
Oscar Roberto Panno (Buenos Aires, 17 de març de 1935), és un jugador d'escacs argentí, que té el títol de Gran Mestre des de 1955. Va ser el primer escaquista sud-americà en aconseguir (el 1953) un campionat mundial de la FIDE. Ha estat tres cops campió de l'Argentina, entre els anys 1953 i 1992, amb una diferència rècord de 39 anys entre el primer i el darrer.
Va arribar a assolir un Elo al voltant de 2580 punts. El gener de 2008, quan ja estava virtualment retirat de la competició, el seu Elo era de 2429 punts.
|  |

## Resultats destacats en competició
Panno va començar a jugar als escacs al Club Atlético River Plate el 1947, a l'edat de 12 anys. El primer any en què va destacar de forma important fou el 1953, quan va guanyar el campionat juvenil de l'Argentina, el campionat argentí absolut (títol que repetiria posteriorment els anys 1985 i 1992), el campionat del món juvenil a Copenhague (per desempat, després de quedar empatat al primer lloc amb l'alemany Klaus Darga), i el prestigiós campionat del Club Argentino de Ajedrez.
Va ser campió sud-americà dos cops, el 1957 (a Rio de Janeiro) i 1969 (a Mar del Plata), i campió panamericà a Bogotà el 1958. Es va convertir en Mestre Internacional el 1953, i en Gran Mestre el 1955, a l'edat de vint anys.

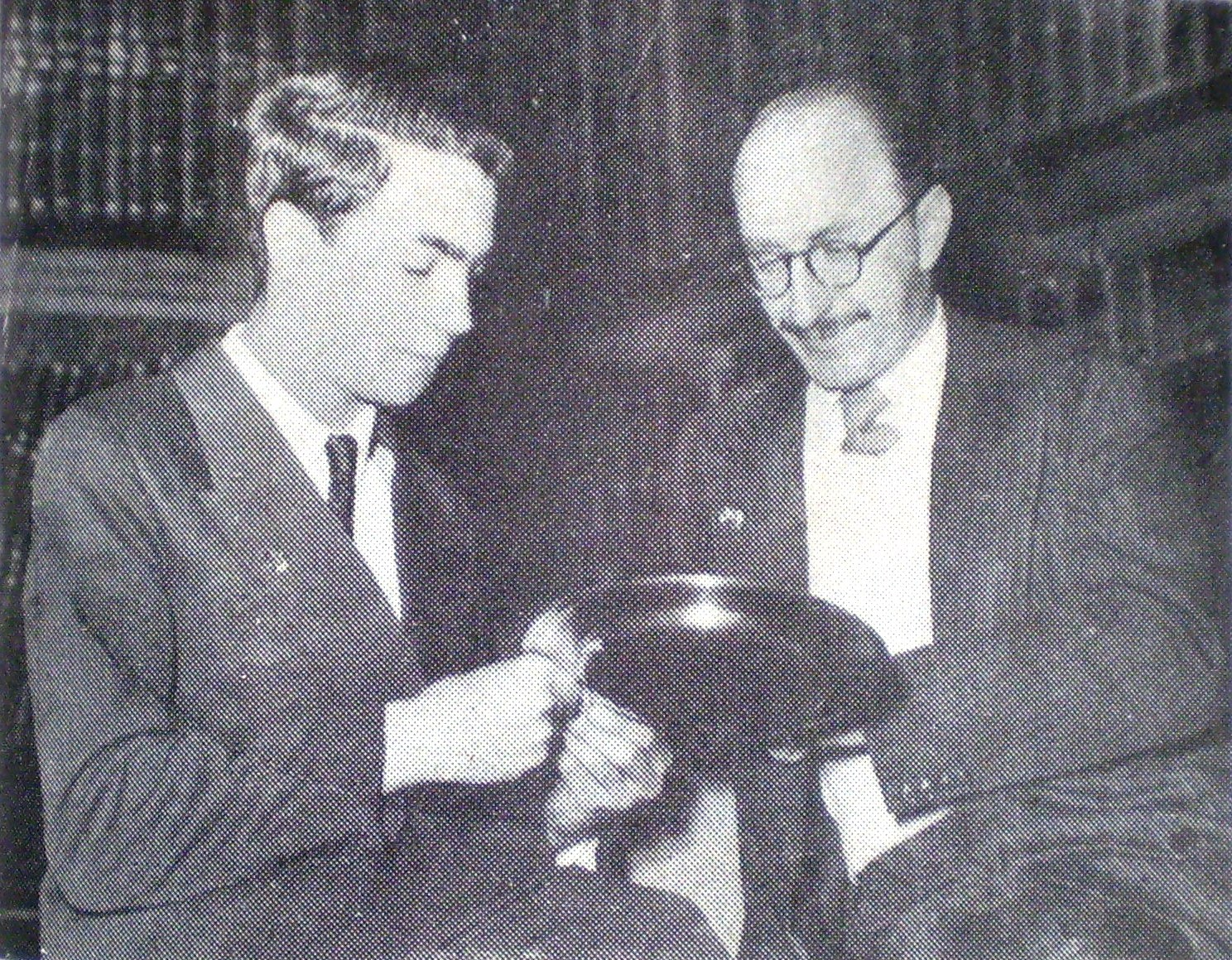
Panno, a l'esquerra, amb Julio Bolbochán (dreta).

El 1956 participà en el Torneig de Candidats d'Amsterdam, per determinar l'aspirant al títol al Campionat del món de 1957, on hi acabà en 9a posició.
Va ser considerat com una de les grans promeses dels escacs de la seva època, i va aconseguir derrotar figures de primer nivell, o que aconseguirien posteriorment de destacar en el com ara Bent Larsen, Víktor Kortxnoi, Borís Spasski, Erich Eliskases, László Szabó, Lev Polugaievski, o Henrique Mecking. No obstant això, entre 1958 i 1968 es va dedicar activament a la seva professió d'enginyeria civil, graduant-se en la Universitat de Buenos Aires el 1962 i jugant només en rares ocasions, com ara al torneig de Buenos Aires 1963 (YMCA), que vencé.
Al seu retorn a les competicions, va guanyar tres forts torneigs: Buenos Aires 1968 (+8, =2, -1), Palma 1971 (+7, =8), i Palma 1972 (+6, =8, -1), aconseguint altres resultats importants durant la dècada de 1970, com ara un tercer lloc al fortíssim torneig de Buenos Aires 1970, només superat per Fischer i Tukmàkov.
Va obtenir la medalla d'or (al segon tauler) a l'Olimpíada de l'Havana (1966) i fou analista de Víktor Kortxnoi al matx que aquest va sostenir contra Anatoli Kàrpov pel campionat del món, a Baguio el 1978. Va representar l'Argentina en 11 Olimpíades d'escacs.
Panno era encara actiu el 2008, quan acabà tercer al Memorial Bobby Fischer celebrat a Villa Martelli.
Promotor dels valors educatius dels escacs, participa activament en la docència del joc ensenyant, entre altres llocs, al Círculo de Ajedrez de Villa Martelli i al Col·legi Nacional de Buenos Aires des de 1983. El juliol de 2006 la Legislatura de Buenos Aires el va nomenar "Personalitat Destacada de la Cultura".
Una variant de la defensa índia de rei duu el seu nom: 1.d4 Cf6 2.c4 g6 3.Cc3 Ag7 4.Cf3 d6 5.g3 0-0 6.Ag2 Cc6 7.0-0 a6 8.h3 Tb8.

## Partida notable
Va jugar cèlebres partides amb altres destacats Grans Mestres, com la sostinguda amb Borís Spasski (Göteborg 1955) que es reprodueix a continuació.
|   | a | b | c | d | e | f | g | h |   |
| 8 | b8 negres torre · c8 negres torre · d8 negres dama · h8 negres rei · a7 blanques torre · d5 blanques peó · e5 blanques dama · e4 negres alfil · g4 blanques peó · h3 blanques peó · e2 blanques peó · f2 blanques peó · g1 blanques rei | b8 negres torre · c8 negres torre · d8 negres dama · h8 negres rei · a7 blanques torre · d5 blanques peó · e5 blanques dama · e4 negres alfil · g4 blanques peó · h3 blanques peó · e2 blanques peó · f2 blanques peó · g1 blanques rei | b8 negres torre · c8 negres torre · d8 negres dama · h8 negres rei · a7 blanques torre · d5 blanques peó · e5 blanques dama · e4 negres alfil · g4 blanques peó · h3 blanques peó · e2 blanques peó · f2 blanques peó · g1 blanques rei | b8 negres torre · c8 negres torre · d8 negres dama · h8 negres rei · a7 blanques torre · d5 blanques peó · e5 blanques dama · e4 negres alfil · g4 blanques peó · h3 blanques peó · e2 blanques peó · f2 blanques peó · g1 blanques rei | b8 negres torre · c8 negres torre · d8 negres dama · h8 negres rei · a7 blanques torre · d5 blanques peó · e5 blanques dama · e4 negres alfil · g4 blanques peó · h3 blanques peó · e2 blanques peó · f2 blanques peó · g1 blanques rei | b8 negres torre · c8 negres torre · d8 negres dama · h8 negres rei · a7 blanques torre · d5 blanques peó · e5 blanques dama · e4 negres alfil · g4 blanques peó · h3 blanques peó · e2 blanques peó · f2 blanques peó · g1 blanques rei | b8 negres torre · c8 negres torre · d8 negres dama · h8 negres rei · a7 blanques torre · d5 blanques peó · e5 blanques dama · e4 negres alfil · g4 blanques peó · h3 blanques peó · e2 blanques peó · f2 blanques peó · g1 blanques rei | b8 negres torre · c8 negres torre · d8 negres dama · h8 negres rei · a7 blanques torre · d5 blanques peó · e5 blanques dama · e4 negres alfil · g4 blanques peó · h3 blanques peó · e2 blanques peó · f2 blanques peó · g1 blanques rei | 8 |
| 7 | b8 negres torre · c8 negres torre · d8 negres dama · h8 negres rei · a7 blanques torre · d5 blanques peó · e5 blanques dama · e4 negres alfil · g4 blanques peó · h3 blanques peó · e2 blanques peó · f2 blanques peó · g1 blanques rei | b8 negres torre · c8 negres torre · d8 negres dama · h8 negres rei · a7 blanques torre · d5 blanques peó · e5 blanques dama · e4 negres alfil · g4 blanques peó · h3 blanques peó · e2 blanques peó · f2 blanques peó · g1 blanques rei | b8 negres torre · c8 negres torre · d8 negres dama · h8 negres rei · a7 blanques torre · d5 blanques peó · e5 blanques dama · e4 negres alfil · g4 blanques peó · h3 blanques peó · e2 blanques peó · f2 blanques peó · g1 blanques rei | b8 negres torre · c8 negres torre · d8 negres dama · h8 negres rei · a7 blanques torre · d5 blanques peó · e5 blanques dama · e4 negres alfil · g4 blanques peó · h3 blanques peó · e2 blanques peó · f2 blanques peó · g1 blanques rei | b8 negres torre · c8 negres torre · d8 negres dama · h8 negres rei · a7 blanques torre · d5 blanques peó · e5 blanques dama · e4 negres alfil · g4 blanques peó · h3 blanques peó · e2 blanques peó · f2 blanques peó · g1 blanques rei | b8 negres torre · c8 negres torre · d8 negres dama · h8 negres rei · a7 blanques torre · d5 blanques peó · e5 blanques dama · e4 negres alfil · g4 blanques peó · h3 blanques peó · e2 blanques peó · f2 blanques peó · g1 blanques rei | b8 negres torre · c8 negres torre · d8 negres dama · h8 negres rei · a7 blanques torre · d5 blanques peó · e5 blanques dama · e4 negres alfil · g4 blanques peó · h3 blanques peó · e2 blanques peó · f2 blanques peó · g1 blanques rei | b8 negres torre · c8 negres torre · d8 negres dama · h8 negres rei · a7 blanques torre · d5 blanques peó · e5 blanques dama · e4 negres alfil · g4 blanques peó · h3 blanques peó · e2 blanques peó · f2 blanques peó · g1 blanques rei | 7 |
| 6 | b8 negres torre · c8 negres torre · d8 negres dama · h8 negres rei · a7 blanques torre · d5 blanques peó · e5 blanques dama · e4 negres alfil · g4 blanques peó · h3 blanques peó · e2 blanques peó · f2 blanques peó · g1 blanques rei | b8 negres torre · c8 negres torre · d8 negres dama · h8 negres rei · a7 blanques torre · d5 blanques peó · e5 blanques dama · e4 negres alfil · g4 blanques peó · h3 blanques peó · e2 blanques peó · f2 blanques peó · g1 blanques rei | b8 negres torre · c8 negres torre · d8 negres dama · h8 negres rei · a7 blanques torre · d5 blanques peó · e5 blanques dama · e4 negres alfil · g4 blanques peó · h3 blanques peó · e2 blanques peó · f2 blanques peó · g1 blanques rei | b8 negres torre · c8 negres torre · d8 negres dama · h8 negres rei · a7 blanques torre · d5 blanques peó · e5 blanques dama · e4 negres alfil · g4 blanques peó · h3 blanques peó · e2 blanques peó · f2 blanques peó · g1 blanques rei | b8 negres torre · c8 negres torre · d8 negres dama · h8 negres rei · a7 blanques torre · d5 blanques peó · e5 blanques dama · e4 negres alfil · g4 blanques peó · h3 blanques peó · e2 blanques peó · f2 blanques peó · g1 blanques rei | b8 negres torre · c8 negres torre · d8 negres dama · h8 negres rei · a7 blanques torre · d5 blanques peó · e5 blanques dama · e4 negres alfil · g4 blanques peó · h3 blanques peó · e2 blanques peó · f2 blanques peó · g1 blanques rei | b8 negres torre · c8 negres torre · d8 negres dama · h8 negres rei · a7 blanques torre · d5 blanques peó · e5 blanques dama · e4 negres alfil · g4 blanques peó · h3 blanques peó · e2 blanques peó · f2 blanques peó · g1 blanques rei | b8 negres torre · c8 negres torre · d8 negres dama · h8 negres rei · a7 blanques torre · d5 blanques peó · e5 blanques dama · e4 negres alfil · g4 blanques peó · h3 blanques peó · e2 blanques peó · f2 blanques peó · g1 blanques rei | 6 |
| 5 | b8 negres torre · c8 negres torre · d8 negres dama · h8 negres rei · a7 blanques torre · d5 blanques peó · e5 blanques dama · e4 negres alfil · g4 blanques peó · h3 blanques peó · e2 blanques peó · f2 blanques peó · g1 blanques rei | b8 negres torre · c8 negres torre · d8 negres dama · h8 negres rei · a7 blanques torre · d5 blanques peó · e5 blanques dama · e4 negres alfil · g4 blanques peó · h3 blanques peó · e2 blanques peó · f2 blanques peó · g1 blanques rei | b8 negres torre · c8 negres torre · d8 negres dama · h8 negres rei · a7 blanques torre · d5 blanques peó · e5 blanques dama · e4 negres alfil · g4 blanques peó · h3 blanques peó · e2 blanques peó · f2 blanques peó · g1 blanques rei | b8 negres torre · c8 negres torre · d8 negres dama · h8 negres rei · a7 blanques torre · d5 blanques peó · e5 blanques dama · e4 negres alfil · g4 blanques peó · h3 blanques peó · e2 blanques peó · f2 blanques peó · g1 blanques rei | b8 negres torre · c8 negres torre · d8 negres dama · h8 negres rei · a7 blanques torre · d5 blanques peó · e5 blanques dama · e4 negres alfil · g4 blanques peó · h3 blanques peó · e2 blanques peó · f2 blanques peó · g1 blanques rei | b8 negres torre · c8 negres torre · d8 negres dama · h8 negres rei · a7 blanques torre · d5 blanques peó · e5 blanques dama · e4 negres alfil · g4 blanques peó · h3 blanques peó · e2 blanques peó · f2 blanques peó · g1 blanques rei | b8 negres torre · c8 negres torre · d8 negres dama · h8 negres rei · a7 blanques torre · d5 blanques peó · e5 blanques dama · e4 negres alfil · g4 blanques peó · h3 blanques peó · e2 blanques peó · f2 blanques peó · g1 blanques rei | b8 negres torre · c8 negres torre · d8 negres dama · h8 negres rei · a7 blanques torre · d5 blanques peó · e5 blanques dama · e4 negres alfil · g4 blanques peó · h3 blanques peó · e2 blanques peó · f2 blanques peó · g1 blanques rei | 5 |
| 4 | b8 negres torre · c8 negres torre · d8 negres dama · h8 negres rei · a7 blanques torre · d5 blanques peó · e5 blanques dama · e4 negres alfil · g4 blanques peó · h3 blanques peó · e2 blanques peó · f2 blanques peó · g1 blanques rei | b8 negres torre · c8 negres torre · d8 negres dama · h8 negres rei · a7 blanques torre · d5 blanques peó · e5 blanques dama · e4 negres alfil · g4 blanques peó · h3 blanques peó · e2 blanques peó · f2 blanques peó · g1 blanques rei | b8 negres torre · c8 negres torre · d8 negres dama · h8 negres rei · a7 blanques torre · d5 blanques peó · e5 blanques dama · e4 negres alfil · g4 blanques peó · h3 blanques peó · e2 blanques peó · f2 blanques peó · g1 blanques rei | b8 negres torre · c8 negres torre · d8 negres dama · h8 negres rei · a7 blanques torre · d5 blanques peó · e5 blanques dama · e4 negres alfil · g4 blanques peó · h3 blanques peó · e2 blanques peó · f2 blanques peó · g1 blanques rei | b8 negres torre · c8 negres torre · d8 negres dama · h8 negres rei · a7 blanques torre · d5 blanques peó · e5 blanques dama · e4 negres alfil · g4 blanques peó · h3 blanques peó · e2 blanques peó · f2 blanques peó · g1 blanques rei | b8 negres torre · c8 negres torre · d8 negres dama · h8 negres rei · a7 blanques torre · d5 blanques peó · e5 blanques dama · e4 negres alfil · g4 blanques peó · h3 blanques peó · e2 blanques peó · f2 blanques peó · g1 blanques rei | b8 negres torre · c8 negres torre · d8 negres dama · h8 negres rei · a7 blanques torre · d5 blanques peó · e5 blanques dama · e4 negres alfil · g4 blanques peó · h3 blanques peó · e2 blanques peó · f2 blanques peó · g1 blanques rei | b8 negres torre · c8 negres torre · d8 negres dama · h8 negres rei · a7 blanques torre · d5 blanques peó · e5 blanques dama · e4 negres alfil · g4 blanques peó · h3 blanques peó · e2 blanques peó · f2 blanques peó · g1 blanques rei | 4 |
| 3 | b8 negres torre · c8 negres torre · d8 negres dama · h8 negres rei · a7 blanques torre · d5 blanques peó · e5 blanques dama · e4 negres alfil · g4 blanques peó · h3 blanques peó · e2 blanques peó · f2 blanques peó · g1 blanques rei | b8 negres torre · c8 negres torre · d8 negres dama · h8 negres rei · a7 blanques torre · d5 blanques peó · e5 blanques dama · e4 negres alfil · g4 blanques peó · h3 blanques peó · e2 blanques peó · f2 blanques peó · g1 blanques rei | b8 negres torre · c8 negres torre · d8 negres dama · h8 negres rei · a7 blanques torre · d5 blanques peó · e5 blanques dama · e4 negres alfil · g4 blanques peó · h3 blanques peó · e2 blanques peó · f2 blanques peó · g1 blanques rei | b8 negres torre · c8 negres torre · d8 negres dama · h8 negres rei · a7 blanques torre · d5 blanques peó · e5 blanques dama · e4 negres alfil · g4 blanques peó · h3 blanques peó · e2 blanques peó · f2 blanques peó · g1 blanques rei | b8 negres torre · c8 negres torre · d8 negres dama · h8 negres rei · a7 blanques torre · d5 blanques peó · e5 blanques dama · e4 negres alfil · g4 blanques peó · h3 blanques peó · e2 blanques peó · f2 blanques peó · g1 blanques rei | b8 negres torre · c8 negres torre · d8 negres dama · h8 negres rei · a7 blanques torre · d5 blanques peó · e5 blanques dama · e4 negres alfil · g4 blanques peó · h3 blanques peó · e2 blanques peó · f2 blanques peó · g1 blanques rei | b8 negres torre · c8 negres torre · d8 negres dama · h8 negres rei · a7 blanques torre · d5 blanques peó · e5 blanques dama · e4 negres alfil · g4 blanques peó · h3 blanques peó · e2 blanques peó · f2 blanques peó · g1 blanques rei | b8 negres torre · c8 negres torre · d8 negres dama · h8 negres rei · a7 blanques torre · d5 blanques peó · e5 blanques dama · e4 negres alfil · g4 blanques peó · h3 blanques peó · e2 blanques peó · f2 blanques peó · g1 blanques rei | 3 |
| 2 | b8 negres torre · c8 negres torre · d8 negres dama · h8 negres rei · a7 blanques torre · d5 blanques peó · e5 blanques dama · e4 negres alfil · g4 blanques peó · h3 blanques peó · e2 blanques peó · f2 blanques peó · g1 blanques rei | b8 negres torre · c8 negres torre · d8 negres dama · h8 negres rei · a7 blanques torre · d5 blanques peó · e5 blanques dama · e4 negres alfil · g4 blanques peó · h3 blanques peó · e2 blanques peó · f2 blanques peó · g1 blanques rei | b8 negres torre · c8 negres torre · d8 negres dama · h8 negres rei · a7 blanques torre · d5 blanques peó · e5 blanques dama · e4 negres alfil · g4 blanques peó · h3 blanques peó · e2 blanques peó · f2 blanques peó · g1 blanques rei | b8 negres torre · c8 negres torre · d8 negres dama · h8 negres rei · a7 blanques torre · d5 blanques peó · e5 blanques dama · e4 negres alfil · g4 blanques peó · h3 blanques peó · e2 blanques peó · f2 blanques peó · g1 blanques rei | b8 negres torre · c8 negres torre · d8 negres dama · h8 negres rei · a7 blanques torre · d5 blanques peó · e5 blanques dama · e4 negres alfil · g4 blanques peó · h3 blanques peó · e2 blanques peó · f2 blanques peó · g1 blanques rei | b8 negres torre · c8 negres torre · d8 negres dama · h8 negres rei · a7 blanques torre · d5 blanques peó · e5 blanques dama · e4 negres alfil · g4 blanques peó · h3 blanques peó · e2 blanques peó · f2 blanques peó · g1 blanques rei | b8 negres torre · c8 negres torre · d8 negres dama · h8 negres rei · a7 blanques torre · d5 blanques peó · e5 blanques dama · e4 negres alfil · g4 blanques peó · h3 blanques peó · e2 blanques peó · f2 blanques peó · g1 blanques rei | b8 negres torre · c8 negres torre · d8 negres dama · h8 negres rei · a7 blanques torre · d5 blanques peó · e5 blanques dama · e4 negres alfil · g4 blanques peó · h3 blanques peó · e2 blanques peó · f2 blanques peó · g1 blanques rei | 2 |
| 1 | b8 negres torre · c8 negres torre · d8 negres dama · h8 negres rei · a7 blanques torre · d5 blanques peó · e5 blanques dama · e4 negres alfil · g4 blanques peó · h3 blanques peó · e2 blanques peó · f2 blanques peó · g1 blanques rei | b8 negres torre · c8 negres torre · d8 negres dama · h8 negres rei · a7 blanques torre · d5 blanques peó · e5 blanques dama · e4 negres alfil · g4 blanques peó · h3 blanques peó · e2 blanques peó · f2 blanques peó · g1 blanques rei | b8 negres torre · c8 negres torre · d8 negres dama · h8 negres rei · a7 blanques torre · d5 blanques peó · e5 blanques dama · e4 negres alfil · g4 blanques peó · h3 blanques peó · e2 blanques peó · f2 blanques peó · g1 blanques rei | b8 negres torre · c8 negres torre · d8 negres dama · h8 negres rei · a7 blanques torre · d5 blanques peó · e5 blanques dama · e4 negres alfil · g4 blanques peó · h3 blanques peó · e2 blanques peó · f2 blanques peó · g1 blanques rei | b8 negres torre · c8 negres torre · d8 negres dama · h8 negres rei · a7 blanques torre · d5 blanques peó · e5 blanques dama · e4 negres alfil · g4 blanques peó · h3 blanques peó · e2 blanques peó · f2 blanques peó · g1 blanques rei | b8 negres torre · c8 negres torre · d8 negres dama · h8 negres rei · a7 blanques torre · d5 blanques peó · e5 blanques dama · e4 negres alfil · g4 blanques peó · h3 blanques peó · e2 blanques peó · f2 blanques peó · g1 blanques rei | b8 negres torre · c8 negres torre · d8 negres dama · h8 negres rei · a7 blanques torre · d5 blanques peó · e5 blanques dama · e4 negres alfil · g4 blanques peó · h3 blanques peó · e2 blanques peó · f2 blanques peó · g1 blanques rei | b8 negres torre · c8 negres torre · d8 negres dama · h8 negres rei · a7 blanques torre · d5 blanques peó · e5 blanques dama · e4 negres alfil · g4 blanques peó · h3 blanques peó · e2 blanques peó · f2 blanques peó · g1 blanques rei | 1 |
|   | a | b | c | d | e | f | g | h |   |

Oscar Panno (Argentina) v. Borís Spasski (URSS). Interzonal de Goteborg, setembre de 1955. Obertura Zukertort, variant simètrica

1.Cf3 Cf6 2.g3 c5 3.Ag2 Cc6 4.c4 e5 5.Cc3 Ae7 6.0-0 0-0 7.d3 d6 8.Tb1 Tb8 9. a3 a6 10. Ce1 Ag4 11.b4 cxb4 12.axb4 d5 13.b5 axb5 14.cxd5 Cd4 15.h3 Ah5 16.g4 b4 17. Ce4 Cxe4 18.dxe4 Ag6 19.Ad2 Cb5 20.Axb4 Axb4 21.Txb4 Da5 22.Cd3 Cc3 23.Dd2 Tfc8 24.Db2 f6 25.Ta1 Dc7 26.Ta7 Dd8 27.Tbxb7 Cxe4 28.Cxe5 fxe5 29.Axe4 Axe4 30.Txg7+ Rh8 31.Txh7+ Rg8 32.Th8+ Rxh8 33.Dxe5+ (diagrama) i les negres abandonen 1-0.